# Hildebrandslied
Hildebrandslied (Hildebrandssangen) er et heroisk digt bestående af 68 verselinjer, nedskrevet på oldhøjtysk i bogstavsrim i 830-tallet, efter en langt ældre, mundtlig overlevering.
Det er et af de tidligste, litterære værker på tysk, og det beretter om det tragiske opgør i en kamp mellem en søn og hans ugenkendte far. Det kan meget vel være langobardisk i sin oprindelse, mens dets nuværende form skyldes, at det blev nedskrevet i eller ved Fulda.
Som det eneste værk af sin art er Hildebrandslied et centralt objekt i germansk middelalderlig sprog- og litteraturvidenskab. De første videnskabelige redaktører af den kendte tekst var Jacob og Wilhelm Grimm.

## Manuskriptets historie
Digtet blev fundet nedskrevet indeni omslaget af et religiøst værk opbevaret i Kassel. To skrivere har kopieret det i Fulda mellem 830 og 840, muligvis som en skriveøvelse, på den sidste og derefter den første ubeskrevne side af et bind, der tilhørte abbed Hrabanus Maurus (d. 856). Under anden verdenskrig blev de beskrevne blade stjålet, og kun det ene er sendt tilbage til Kassel. Heldigvis fandtes digtet i mange kopier. Hildebrandslied er vigtigt som det eneste eksempel på en genre, der har været almindelig hos germanerne: Et kort heltedigt. Heltedigtene var fuldstændige digtværk, mundtligt overleveret, og sådan affattet, at de ikke kan sammenføjes til et episk værk som Beowulf eller Nibelungenlied. Selv om dele af begyndelsen og den sidste del mangler, kan Hildebrandslied ikke have været meget mere end 100 linjer langt. Med få ord berettes om Hildebrands opdagelse af, at han stiller til duel mod sin egen søn Hadubrand. Hildebrand er bundet af loyalitet til sin herre, men prøver at afværge kampen uden at røbe sin identitet for sønnen. Desværre er den overleverede version nedtegnet af en skriver, der ikke forstod dialekten, han skrev efter. Digtet er derfor nedtegnet i et sammensurium af dialekter, og nogle linjer er ulæselige.